# Malete (Atabae)
Malete ist ein osttimoresischer Ort in der Aldeia Made Bau (Suco Atabae, Verwaltungsamt Atabae, Gemeinde Bobonaro). Er liegt in einer Meereshöhe von 256 m. Der Weiler befindet sich im Osten der Aldeia, nahe dem Fluss Nunura. Es gibt keine Straßen, die zu dem Ort führen.